# Peter Ronsse
Peter Ronsse (Harelbeke, 9 februari 1980) is een Belgisch voormalig professioneel wielrenner.

## Belangrijkste overwinningen
2004
- Antwerpse Havenpijl

2007
- Grand Prix de la ville de Pérenchies

Beeckman · Cosyn · Daniels · De Gruyter · De Herdt · Devaere · Dierickx · Duque · R.Hegreberg · M.Hegreberg · Huysveld · Meul · Muys · Neyens · S.Penne · 
F.Penne · Ronsse · Van Der Ginst · Van Der Schueren · Van Sinaey · Vanendert · Vastmans · Zelderloo
Abakoumov · Blackgrove · Blanchy · Derepas · Duque · Gadret · Kaminskas · Kaupas · Kostjoek · Meul · Pauwels · S.Penne · Ronsse · Rudenko · Svensson · Thys · Vilcinskas · Wijnands
Abakoumov · Blanchy · Cauquil · De Groote · Derepas · Haynes · Hoogerland · Kaupas · Meul · Moeravjov · Nevens · Planckaert · Ronsse · Scheirlinckx · Soetens · Thys · Tombak · Van der Slagmolen · Van Mingeroet · François (stagiair) · Sladkov (stagiair)
Blanchy · Coutts · De Gans · Declercq · Devaere · Garmendia · Huysmans · Kerr · Poelvoorde · Ronsse · Simon · Simons · Thys · Van Zandbeek · Van Zimmeren · Velghe
Baugnies · D'Amelio · De Weerdt · Fitzgerald · Furmston · Green · Hutchings · Jamieson · Mitchell · Nankervis · Roesems · Ronsse · Snape · Vandenbroucke · Walker · Wolfenbarger